# مسیر سانتافه
مسیر سانتافه (انگلیسی: Santa Fe Trail) یک مسیر حمل و نقل برجسته از قرن نوزدهم میلادی است که از طریق قسمت شمال مرکزی آمریکا به شکل مستقل از ایندیپندنس، میزوری به سانتافه، نیومکزیکو اتصال دارد. یکی از پیشگامان این مهم ویلیام بکنل بود که در سال ۱۸۲۱ به عنوان یک بزرگراه تجاری/حیاتی خدمات شایانی را به انجام رساند. خدمات وی مقدمه‌ای بود بر ایجاد راه‌آهن متصل به سانتافه در سال ۱۸۸۰. سانتافه در نزدیکی انتهای کامینو ریل دی تیرا آدنتورو قرار داشت که مسیر اصلی تجارت با مکزیکو سیتی بود.